# Ctenitis madagascariensis
Ctenitis madagascariensis är en träjonväxtart som beskrevs av Tard. Ctenitis madagascariensis ingår i släktet Ctenitis och familjen Dryopteridaceae. Inga underarter finns listade.